# 杉田つる
杉田 つる（すぎた つる、通称・鶴子、1882年（明治15年）12月6日 - 1957年（昭和32年）4月20日）は、兵庫県神戸市出身の小児科医、歌人。
第二次世界大戦後、国立東京第一病院二宮分院主任医を務めた。歌壇では、1920年（大正9年）「朝の光」創刊に参加し、窪田空穂、宇都野研に師事したのち「勁草」（けいそう）同人となった。
杉田玄白の5世孫に当たるが、鶴子は生涯未婚であったため、彼女が玄白の血筋を引く最後の医師になった。

## 前半生
杉田鶴子は、杉田玄白の4世孫で開業医だった杉田雄の一人娘として生まれた。1905年（明治38年）、大阪市の私立関西医学院に入学するが、翌年、彼女が14歳の時に父の雄が死去した。1908年（明治41年）に鶴子は医師の国家試験に合格したが、学校は同年廃校になる。その後、東京の私立日本医学校（現・日本医科大学）に転学し、1908年（明治41年）医術開業試験にも合格もした。東京帝国大学医科大学小児科教室（弘田長教授）の研究生となり、かたわら1911年（明治44年）2月に本郷新花町（本郷二丁目）の自宅で小児科医院を開業した。同年12月、日本女医会に入会し、1913年（大正2年）に『日本女医会雑誌』が創刊されると、その発行責任者となった。東京女医学校（現・東京女子医科大学）の創設者である吉岡彌生とも関係があったようで、『愛と至誠に生きる 女医吉岡彌生の手紙』（酒井シヅ編、NTT出版、2005年）にも登場する。また、鶴子は女流歌人としても活動し、歌集も発行している。

## 戦争と戦後
太平洋戦争末期の1945年（昭和20年）3月10日、東京大空襲により自身の医院と監督していた本郷三丁目の日本女医会事務所が焼失し、二宮(神奈川県中郡二宮町山西240番地1)に軍事保護院相模保育所を開設する。保育所は、終戦後も国立東京第一病院付属相模保育所（戦災孤児のための保育施設）として存続し、1946年（昭和21年）3月からは、同病院二宮分院となり、杉田鶴子はその主任医師として再出発した。国立小児病院二宮分院は、2002年（平成14年）3月1日に国立療養所神奈川病院と統合され、現在は、独立行政法人国立病院機構神奈川病院となっている。鶴子は1957年（昭和32年）4月20日に逝去し、東京青山霊園に眠る。

## 信仰
内村鑑三が唱えた無教会派に所属した。

## 著作
- 『菩提樹: 歌集』相模書房、1940年
- 『杉田鶴子歌集』勁草社、1958年

- 石原兵永『杉田つる博士小伝』杉田追憶文集刊行会 新教出版社、1958年(序文は矢内原忠雄)